# Sociedade Brasileira de Musicologia
A Sociedade Brasileira de Musicologia (SBM) foi uma entidade sem fins lucrativos que visava reunir os estudiosos da musicologia e da música brasileira em torno de pesquisas e eventos, promover e auxiliar o progresso da musicologia em todas as suas manifestações e cooperar com as instituições educativas, artísticas e entidades competentes em tudo o que incentive e promova a musicologia.
Foi fundada em 29 de setembro de 1981,  na sala da Independência do Museu Paulista, no Ipiranga, São Paulo, visando organizar os estudos conduzidos por músicos e estudiosos e formar um centro de pesquisa e promoção da musicologia do país. A fundação da sociedade deu-se no âmbito do I° Simpósio Internacional "Música Sacra e Cultura Brasileira", realizado também em São Paulo, de 27 de setembro a 3 de outubro do mesmo ano, promovido de maneira conjunta pela Secretaria da Cultura do Estado de São Paulo e do Institut für hymnologische und musikethnologische Studien e.V., o maior e mais representativo do gênero já realizado na América Latina, que visava oferecer um amplo panorama da história da música sacra e das tradições religiosas de interesse musicológico no Brasil. Hoje a SBM está inativa.